# Division No 12 (Alberta)
Pour les articles homonymes, voir Division No 12.

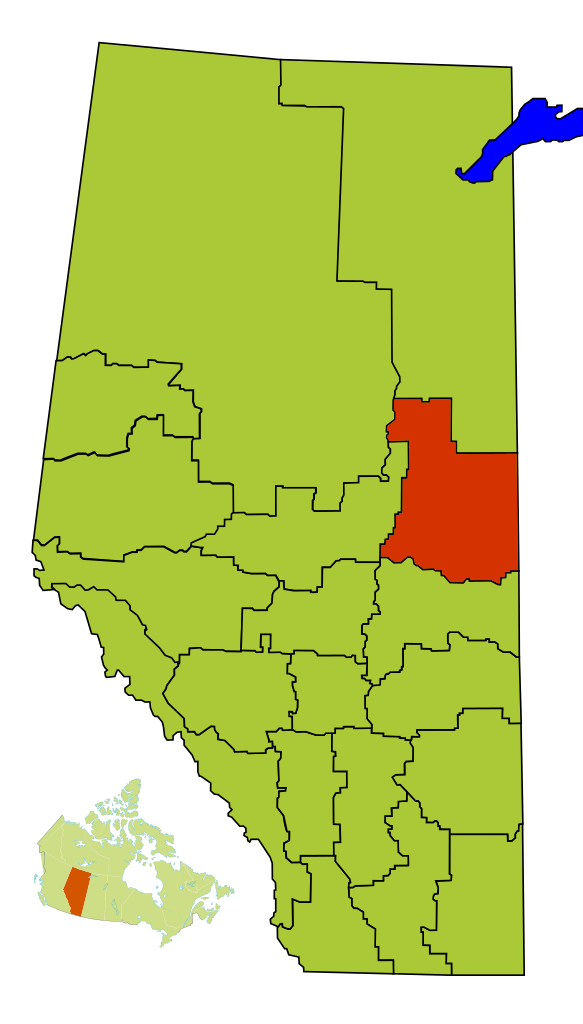
Division No° 12, Alberta

La Division No  12 est une division de recensement de 63,427 habitants en 2011, située dans la province d'Alberta, au Canada.